# Sonia Vivas
Sonia Vivas Rivera (El Valle de Hebrón, Barcelona, 25 de mayo de 1978) es una política, articulista, activista social, y expolicía española. Es pedagoga y educadora social por la UNED.

## Biografía
Fue delegada de Gaylespol en Baleares y policía local en Palma de Mallorca, pero tuvo que abandonar su trabajo en enero de 2019. Según una denuncia que presentó, la renuncia se debió a haber sido víctima de homofobia y de acoso tras haber participado en la instrucción del caso Cursach.
Vivas fue número 2 en la lista de Podemos para el Ayuntamiento de Palma en las elecciones de 2019, obteniendo una plaza de concejal. Desde el 17 de junio de ese año es además concejala de familia, feminismo y LGTBI. También escribe artículos de opinión en Diario 16, Público y La República.

## Novelas
- Cuando vinieron a por mí. Ediciones Península (5 de mayo de 2021)